# Six Jours d'Hasselt
Les Six Jours d'Hasselt (en néerlandais : Zesdaagse van Hasselt) sont une course cycliste de six jours disputée à Hasselt en Belgique. Quatre éditions ont lieu entre 2006 et 2009.
Ils sont créés en 2006 et sont disputés au mois de février à l'Ethias Arena. Patrick Sercu y est directeur de course. Cette course disparaît en 2010 en raison de difficultés financières. 

## Palmarès
| Année | Vainqueur                   | Deuxième                    | Troisième                           |
| ----- | --------------------------- | --------------------------- | ----------------------------------- |
| 2006  | Iljo Keisse Matthew Gilmore | Robert Slippens Danny Stam  | Tom Steels Marco Villa              |
| 2007  | Bruno Risi Franco Marvulli  | Marco Villa Iljo Keisse     | Dimitri De Fauw Alexander Aeschbach |
| 2008  | Bruno Risi Franco Marvulli  | Kenny De Ketele Iljo Keisse | Danny Stam Marco Villa              |
| 2009  | Bruno Risi Kenny De Ketele  | Leif Lampater Leon Van Bon  | Franco Marvulli Tim Mertens         |